# Irlandia na Letnich Igrzyskach Paraolimpijskich 2000
Irlandia na Letnich Igrzyskach Paraolimpijskich 2000 w Sydney reprezentowało 39 zawodników, 24 mężczyzn i 15 kobiet. Reprezentacja Irlandii zdobyła 9 medali: 5 złotych, 3 srebrne i 1 brązowe. Zajęli 31. miejsce w klasyfikacji medalowej.